# De la vida al plato
De la vida al plato es un programa de televisión de Amazon Prime Video, producido por la productora Unicorn Content. En este programa, Juan Echanove visita diferentes restaurantes prestigiosos de España para conocer de la mano de importantes chefs diferentes aspectos de su cocina, historia, filosofía, costumbres, secretos, técnicas, recetas y testimonios, entre otros.
El espacio fue publicado al completo el 24 de julio de 2020 en la plataforma de Amazon. Dos días más tarde, Cuatro estrenó el primer capítulo en su prime time, cosechando  569.000 espectadores y un 4,8% de cuota de pantalla.

## Episodios
| Programa | Lugar                 | Restaurante           | Chefs                    |
| -------- | --------------------- | --------------------- | ------------------------ |
| 1x01     | Gerona                | El Celler de Can Roca | Jordi, Josep y Joan Roca |
| 1x02     | Madrid                | Corral de la Morería  | David García             |
| 1x03     | Castroverde de Campos | Lera                  | Luis Lera                |
| 1x04     | Córdoba               | Noor                  | Paco Morales             |
| 1x05     | Axpe Atxondo          | Asador Etxebarri      | Bittor Arguinzoniz       |
| 1x06     | Poyo                  | Casa Solla            | Pepe Solla               |
| 1x07     | Ezcaray               | Echaurren             | Francis Paniego          |
| 1x08     | Valencia              | Ricard Camarena       | Ricard Camarena          |